# Кузьово
Ку̀зьово е село в Югозападна България. То се намира в община Белица, област Благоевград.

## География
Село Кузьово се намира в планински район.

## Население

### Етнически състав
Преброяване на населението през 2011 г.
Численост и дял на етническите групи според преброяването на населението през 2011 г.:
|                     | Численост |
| Общо                | 248       |
| Българи             | 159       |
| Турци               | 0         |
| Цигани              | 0         |
| Други               | 0         |
| Не се самоопределят | 45        |
| Неотговорили        | 43        |